# Bobby Madden
Robert Madden, detto Bobby (East Kilbride, 25 ottobre 1978), è un arbitro di calcio scozzese.

## Carriera
Scozzese nato a East Kilbride, nel Lanarkshire Meridionale, nel 2009, a 30 anni, arriva ad arbitrare in Scottish League One, terza serie, nella quale debutta il 22 agosto, alla terza di campionato in Dumbarton-Clyde, sfida conclusa 3-3. Arbitrerà in totale 24 partite in questa divisione fino al 2014.
Il 20 marzo 2010 trova esordisce in Scottish Championship, serie cadetta scozzese, nella gara del 29º turno tra Greenock Morton e Partick Thistle, vinta dai padroni di casa per 1-0.
Nel 2010 diventa arbitro internazionale e, dopo aver diretto alcune gare tra Nazionali Under, il 6 luglio fa il suo esordio nelle coppe internazionali nel ritorno del 1º turno di qualificazione alla Champions League 2010-2011, una sfida a Malta tra Birkirkara e gli andorrani del FC Santa Coloma, vinta 4-3 dai maltesi.
Il 18 settembre dello stesso anno arbitra per la prima volta in Scottish League Two, quarta serie, in Elgin City-Montrose 3-2 della sesta di campionato. Dirigerà in questa serie 11 gare fino al 2013.
Il debutto in massima serie, la Scottish Premiership, avviene il 12 febbraio 2011, alla 26ª giornata di campionato in St. Mirren-Inverness 3-3.
Il 7 settembre 2012 fa l'esordio da internazionale nella gara tra Germania e Fær Øer ad Hannover valida per le qualificazioni al Mondiale 2014 in Brasile, vinta per 3-0 dai tedeschi.
Il mese successivo, il 4 ottobre, arbitra per la prima volta nella fase a gironi di Europa League nella sfida del girone L in Svezia tra l'Helsingborg e gli olandesi del Twente, finita 2-2.
Nella stagione 2014-2015 viene designato per la finale di Scottish League Cup, la Coppa di Lega, il 15 marzo 2015 a Glasgow tra Celtic e Dundee Utd, trofeo vinto dai biancoverdi grazie ad una vittoria per 2-0.
Il 12 marzo 2017 dirige il suo primo Old Firm, derby di Glasgow tra Celtic e Rangers, con i secondi appena ritornati in Scottish Premiership dopo il fallimento del 2012, gara conclusa 1-1.
Ha diretto tre finali play-off, l'andata di quella di Premiership del 2014 tra Hamilton Academical e Hibernian, sempre l'andata dei play-off di Premiership del 2015 tra Rangers e Motherwell e l'andata dei play-off di Championship 2016 tra Stranraer e Ayr Utd.
Nel 2010 ha arbitrato anche una gara in Welsh Premier League, prima divisione del Galles.
Nel giugno 2017 è chiamato a dirigere agli Europei under 21 del 2017.
Selezionato ufficialmente due anni dopo anche per gli europei under 21 del 2019 in Italia e San Marino.